# Mistrovství světa v zápasu ve volném stylu 1998
Mistrovství světa v zápase ve volném stylu 1998 se uskutečnilo v Teheránu, Írán. Ženské soutěže se uskutečnily v Poznani, (Polsko). 

## Výsledky

### Volný styl muži
| Kategorie | Zlato             | Stříbro           | Bronz                     |
| --------- | ----------------- | ----------------- | ------------------------- |
| 54 kg     | Sammie Henson     | Namig Abdullajev  | Gholamreza Mohammadi      |
| 58 kg     | Alírezá Dábir     | Harun Doğan       | Givi Sisauri              |
| 63 kg     | Serafim Barzakov  | Abbás Hádžkinárí  | Cary Kolat                |
| 69 kg     | Arajik Gevorgjan  | Zaza Zozirovi     | Lincoln McIlravy          |
| 76 kg     | Buvajsar Sajtijev | Mun Ui-če         | Alexander Leipold         |
| 85 kg     | Alírezá Hajdárí   | Magomed Ibragimov | Yoel Romero               |
| 97 kg     | Abbás Džadídí     | Marek Garmulewicz | Kuramagomed Kuramagomedov |
| 130 kg    | Alexis Rodríguez  | Rasúl Chádem      | Andrej Šumilin            |

### Volný styl ženy
| Kategorie | Zlato               | Stříbro           | Bronz               |
| --------- | ------------------- | ----------------- | ------------------- |
| 46 kg     | Tricia Saunders     | Miyu Yamamoto     | Inga Karamčakovová  |
| 51 kg     | Atsuko Shinomura    | Ida Hellström     | Elena Egochina      |
| 56 kg     | Gudrun Høie         | Anna Gomis        | Sara Eriksson       |
| 62 kg     | Nikola Hartmann     | Lene Aanes        | Natalia Vinogradova |
| 68 kg     | Christine Nordhagen | Stéphanie Groß    | Sandy Bacherová     |
| 75 kg     | Kyoko Hamaguchi     | Kristie Stenglein | Edyta Witkowska     |

## Týmové hodnocení
| Pořadí | Muži volný styl | Muži volný styl | Ženy volný styl | Ženy volný styl |
| Pořadí | Tým             | Body            | Tým             | Body            |
| ------ | --------------- | --------------- | --------------- | --------------- |
| 1      | Írán            | 63              | Rusko           | 44              |
| 2      | Rusko           | 54              | Japonsko        | 38              |
| 3      | USA             | 43              | USA             | 34              |
| 4      | Ukrajina        | 37              | Kanada          | 29              |
| 5      | Jižní Korea     | 28              | Norsko          | 25              |
| 6      | Polsko          | 22              | Německo         | 23              |
| 7      | Kuba            | 18              | Ukrajina        | 23              |
| 8      | Německo         | 18              | Polsko          | 22              |
| 9      | Arménie         | 15              | Švédsko         | 21              |
| 10     | Turecko         | 15              | Rakousko        | 20              |